# Symington-Inseln
Die Symington-Inseln (in Argentinien Islotes Buen Tiempo, spanisch für Gutes-Wetter-Inseln; in Chile Islotes Riquelme) sind eine Gruppe kleiner Inseln und Rifffelsen vor der Westküste der Antarktischen Halbinsel. Sie gehören zum Archipel der Biscoe-Inseln und liegen 21 km westnordwestlich der Lahille-Insel.
Teilnehmer der British Graham Land Expedition unter der Leitung des australischen Polarforschers John Rymill kartierten sie. Das UK Antarctic Place-Names Committee benannte sie 1959 nach John Donald Lewis Symington (* 1920), leitender Luftbildfotograf bei der Falkland Islands and Dependencies Aerial Survey Expedition (1956–1957). Namensgeber der chilenischen Benennung ist ein Signalgeber bei 1. Chilenischen Antarktisexpedition (1946–1947).